# Colossal Biosciences jättevarg-projekt
Colossal Biosciences jättevarg-projekt (engelska: Colossal Biosciences' Dire Wolf Project) är ett forskningsprojekt av det amerikanska Dallas-företaget Colossal Biosciences att framavla en genmodifierad gråvarg som ska efterlikna  den utdöda jättevargen.
Projektet avslöjades den 7 april 2025. Bland investerare i Colossal finns bland annat George R.R. Martin, författaren av bokserien Sagan om is och eld, grunden för TV-serien Game of Thrones, i vilken jättevargen existerar som kungahuset Starks vapendjur.

## Beskrivning
I april 2025 tillkännagavs att amerikanska Colossal Biosciences använt genetisk modifiering för att föda fram tre genmodifierade vargvalpar: hanarna Romulus och Remus samt tiken Khaleesi, vilket ämnar härma den cirka 12 000 år sedan utdöda jättevargen (Aenocyon dirus). Colossals egna forskare analyserade genomet från jättevarg genom att utvinna DNA från två gamla fynd – en 13 000 år gammal tand och ett 72 000 år gammalt hörselben. Efter att ha jämfört gråvargars och jättevargars genom identifierades de genetiska skillnader som gav den utdöda arten dess unika drag. Colossal redigerade därefter gråvargens arvsmassa för att återskapa dessa egenskaper. Vanliga hundar användes som surrogatmödrar åt valparna. Colossal hävdar att dessa mindre genetiska förändringar effektivt återupplivar jättevargen som art, även om inget ursprungligt DNA från jättevargar faktiskt har införlivats i gråvargens genom.
Arbetet var i stort sett mindre invasivt än vid traditionell kloning. EPC-celler isolerades först från blodprov från gråvargar, varefter forskarna skrev om 14 nyckelgener i cellkärnan för att uttrycka tjugo egenskaper som anses representera jättevargens fenotyp. Colossals forskare producerade 45 genetiskt modifierade äggceller, som utvecklades till embryon och fördes in i livmödrarna hos två surrogattikar av blandras. Ett embryo i varje surrogatmamma fäste, och Romulus och Remus föddes via planerade kejsarsnitt i oktober 2024 efter 65 dagars dräktighet. Samma procedur skedde därefter med en tredje surrogat, som födde Khaleesi.

## Kritik
Oberoende experter har protesterat mot påstående att detta är jättevargar och menar detta bara är genmodifierade gråvargar. Vissa går så långt att kalla det ett hot mot existerande vargar.